# Logarska grapa
Logarska grapa je potok, ki svoje vode nabira na vzhodnih pobočjih planote Jelovica in se izliva v potok Nemiljščica, ta pa se nato med Naklom in Podnartom kot desni pritok izliva v reko Savo. 